# محمداسماعیل تشید
محمداسماعیل تشیّد (زاده ۱۳۰۶ در تهران- درگذشت ۱۳۹۰ در تهران) از بنیانگذاران بیهوشی نوین در ایران بود. او در نظام آموزشی ایران در زمینه بیهوشی تغییراتی اساسی ایجاد کرد که به آموزش نسل جدیدی از متخصصان بیهوشی در ایران منجر شد. او برای نگارش کتاب خود جایزه کتاب سال را در ایران دریافت کرد.

## زندگی‌نامه
محمداسماعیل تشیّد در سال ۱۳۰۶ در تهران متولد شد. تحصیلات دوره ابتدایی، دبیرستان را در ایران گذراند و در کنکور سراسری در رشته علوم تجربی رتبه ۵۰ رشته را کسب کرد و پس از گذراندن رشته پزشکی در سال ۱۳۳۱ عازم آمریکا شد. در آنجا رشته تخصصی بیهوشی را انتخاب کرد و پس از دو سال موفق به دریافت برد تخصصی بیهوشی از کالج طبی نیویورک شد.

در سال ۱۳۳۴ طبق سفارش پدرش به ایران بازگشت و یکسال بعد به عنوان رئیس درمانگاهی وارد هیئت علمی دانشگاه تهران شد. در سال ۱۳۴۴ اولین کتاب خود که با استفاده از ترجمه مقالات علمی و کتابهای روز دنیا و تجربیان شخصی بود را منتشر کرد که به دنبال آن جایزه بهترین کتاب سال به ایشان اعطا شد؛ بنابراین همان کتاب را در سال‌های ۱۳۵۲ و ۱۳۶۴ دوباره و به شکلی کاملتر و جامع تر بازنویسی کرد. او در بیمارستان هزار تختخوابی کار کرد و متخصصین بیهوشی را آموزش داد. او در مدتی که در آمریکا اقامت داشت با جدیدترین دستگاه‌ها و روش‌های کاربرد بیهوشی آشنا شد.
در سال ۱۳۴۶ به دانشگاه آمریکایی بیروت سفر کرد و با مطالعه تجربیات و عناوین جدید بیهوشی پس از دوماه به ایران برگشت. وی پس از تحقیقات فراوان به وسیله پرتونگاری دریافت که عمده آسیب و عوارض لوله‌گذاری داخل تراشه به دلیل فرم نامناسب لوله‌های مگیل است و پس از تحقیقات متوجه شد که دلیل شکل نیم دایره‌ای لوله‌های مگیل عدم وجود لوله‌های مناسبتر در زمان جنگ جهانی بوده و از آن زمان تحقیقی در مورد نوع دیگری از لوله انجام نشده‌است.

در سال ۱۳۴۹ به مقام استادی رسید و پس از آن مدیریت گروه بیهوشی نیز به ایشان سپرده شد و در نهایت در سال ۱۳۷۳ بازنشسته شد.
از اقدامات سازنده او در زمینه بیهوشی بنا نهادن نظام آموزشی چرخشی برای آموزش دستیاران تخصصی رشته بیهوشی بود. بر اساس این نظام آموزشی که او در ایران بنیان نهاد دستیاران از نحوه کاربرد و روش بیهوشی در بخش‌های مختلف پزشکی آگاه می‌شوند. او در این راستا توانست با تلاش پیگیر خود ایرانیان را با اصول علمی روز دنیا در زمینه بیهوشی آشنا کند و در این زمینه تحولی اساسی در این دانش ایجاد کرد.

## درگذشت
او در روز ۱۶ دی سال ۱۳۹۰ از دنیا رفت.

### ابداع لوله بینی - اندوتراکئال
پس از انجام تحقیقات کافی و تهیه تصاویر پرتونگاری، با استفاده از یک میله مسی و وارد کردن آن در لوله تراشه و سپس قرار دادن آن در یک دستگاه اتوکلاو توانست اولین لوله تراشه با قوس متفاوت را اختراع کند. ایشان تصمیم گرفت ابتدا مقاله آن را منتشر کرده و سپس اقدام به تولید انبوه این وسیله کند. در سال ۱۳۴۶ این مقاله در مجله B.J.A منتشر شد و لوله به نام لوله S شکل دانشگاه تهران ثبت شد. بعد از آن این مقاله در چندکتاب خارجی نام برده شد.

### سایر ابداعات و اقدامات
- ابداع نوع خاصی از تیغه لارنگوسکوپ و ساخت آن توسط کشور آلمان
- ابداع شکل خاصی از دریچه در سیستم جکسون-رایز که در مجله MEJ منتشر شد.
- ابداع داروی پتیزوسین که ترکیبی از پتدین (۱۲ سی‌سی)، پنتازوسین (۲ سی‌سی) و پرفنازین (۴ سی‌سی) بود و چاپ آن در مجله بیهوشی انگلستان.
- تحقیق در مورد انواع پوزیشن برای اسپاینال یا اپیدورال و چاپ آن در مجله MEJ در سال ۱۳۵۹
- تهیه و تنظیم برنامه گردشی رزیدنت‌های بیهوشی
- شروع کلاس‌های نظری به صورت هفتگی
- پایه‌گذاری جلسات ماهانه متخصصین بیهوشی
- تخصیص یک شماره از مجله MEJ برای مقالات متخصصان ایرانی
- استفاده از دستگاه ABG برای اولین بار در ایران
- استفاده از ونتیلاتور انگستروم برای اولین بار در ایران
- افتتاح بخش ریکاوری برای اولین بار در ایران
- برنامه‌ریزی جهت تأسیس ICU در ایران

## کتابهای منتشر شده
- سال ۱۳۴۴ - انتشار اولین کتاب به زبان فارسی در رشته تخصصی بیهوشی تجدید چاپ آن در سال‌های ۱۳۵۲ و ۱۳۶۴[۱]
- ۱۳۴۶ - انتشار کتاب فارماکولوژی داروهای بیهوشی به همراه عباس کاوسیان و تجدید چاپ آن در سال‌های ۱۳۵۶ و ۱۳۶۴ و ۱۳۶۹[۱]
- کتاب بیهوشی اندوتراکئال به همراه بهدخت سمیعیان[۱]

## در کتاب‌های دیگران
کتاب جشن‌نامه دکتر محمد اسماعیل تشید توسط سیندخت دهش توسط انتشارات شهاب ثاقب در سال ۱۳۷۸ در ایران چاپ و منتشر شد. این کتاب شامل مقاله‌هایی دربارهٔ محمداسماعیل تشید و خدمات علمی او در زمینه بیهوشی است که به منظور تجلیل از شخصیت علمی او در ایران منتشر شد.